# Fotballklubben Bodø/Glimt 2019
Questa voce raccoglie le informazioni riguardanti il Fotballklubben Bodø/Glimt nelle competizioni ufficiali della stagione 2019.

## Stagione
Il Bodø/Glimt ha chiuso la stagione al 2º posto finale, centrando pertanto la qualificazione all'Europa League 2020-2021. L'avventura nel Norgesmesterskapet si è chiusa al secondo turno, con l'eliminazione subita per mano dello Strømmen. I giocatori più utilizzati in stagione sono stati Ulrik Saltnes e Philip Zinckernagel, entrambi a quota 31 presenze tra campionato e coppa. Håkon Evjen è stato il miglior marcatore stagionale, con 13 reti realizzate.

## Maglie e sponsor
Lo sponsor tecnico per la stagione 2019 è stato Diadora, mentre lo sponsor ufficiale è stato SpareBank 1. La divisa casalinga era composta da un completo giallo ocra con rifiniture nere. Quella da trasferta era invece costituita da una completo grigio, con dettagli gialli. Infine, la terza divisa era di colore verde scuro, con inserti neri e gialli.
| Casa | Trasferta | Terza divisa |

## Rosa
| N. |                      | Ruolo | Calciatore             |
| -- | -------------------- | ----- | ---------------------- |
| 1  | Brasile (bandiera)   | P     | Ricardo                |
| 2  | Norvegia (bandiera)  | D     | Marius Lode            |
| 4  | Norvegia (bandiera)  | D     | Vegard Bergan          |
| 6  | Norvegia (bandiera)  | C     | Vegard Leikvoll Moberg |
| 7  | Norvegia (bandiera)  | C     | Patrick Berg           |
| 8  | Nigeria (bandiera)   | A     | Victor Boniface        |
| 9  | Norvegia (bandiera)  | A     | Endre Kupen            |
| 10 | Danimarca (bandiera) | A     | Philip Zinckernagel    |
| 11 | Norvegia (bandiera)  | A     | Jens Petter Hauge      |
| 12 | Russia (bandiera)    | P     | Nikita Hajkin          |
| 14 | Norvegia (bandiera)  | C     | Ulrik Saltnes          |
| 15 | Norvegia (bandiera)  | C     | Runar Hauge            |
| 16 | Norvegia (bandiera)  | C     | Morten Konradsen       |
| 17 | Spagna (bandiera)    | D     | Isidoro                |
| 18 | Norvegia (bandiera)  | D     | Brede Moe              |
| 19 | Mali (bandiera)      | A     | Amadou Konaté          |

| N. |                     | Ruolo | Calciatore            |
| -- | ------------------- | ----- | --------------------- |
| 20 | Tunisia (bandiera)  | A     | Amor Layouni          |
| 21 | Norvegia (bandiera) | A     | Geir André Herrem     |
| 22 | Norvegia (bandiera) | C     | Ole Amund Sveen       |
| 22 | Norvegia (bandiera) | C     | Felix Myhre           |
| 23 | Islanda (bandiera)  | C     | Oliver Sigurjónsson   |
| 24 | Norvegia (bandiera) | D     | Fredrik André Bjørkan |
| 26 | Norvegia (bandiera) | A     | Håkon Evjen           |
| 28 | Norvegia (bandiera) | A     | William Arne Hanssen  |
| 29 | Norvegia (bandiera) | D     | Erlend Dahl Reitan    |
| 30 | Norvegia (bandiera) | P     | Sivert Hagen Jarmund  |
| 31 | Norvegia (bandiera) | D     | Mads Fagerli Halsøy   |
| 32 | Norvegia (bandiera) | D     | Casper Øyvann         |
| 33 | Norvegia (bandiera) | C     | Adan Abadala Hussein  |
| 35 | Norvegia (bandiera) | A     | Elias Hoff Melkersen  |
| 37 | Norvegia (bandiera) | C     | Ask Tjærandsen-Skau   |
| 39 | Norvegia (bandiera) | D     | Isak Amundsen         |

## Calciomercato

### Sessione invernale(dal 09/01 al 01/04)
| Arrivi | Arrivi              | Arrivi     | Arrivi        |
| R.     | Nome                | da         | Modalità      |
| ------ | ------------------- | ---------- | ------------- |
| P      | Nikita Hajkin       |            | svincolato    |
| D      | Vegard Bergan       | Odd        | definitivo    |
| D      | Erlend Dahl Reitan  | Rosenborg  | prestito      |
| C      | Oliver Sigurjónsson | Breiðablik | fine prestito |
| A      | Victor Boniface     |            | svincolato    |
| A      | Jens Petter Hauge   | Aalesund   | fine prestito |
| A      | Amadou Konaté       | Boulogne   | definitivo    |

| Partenze | Partenze            | Partenze         | Partenze   |
| R.       | Nome                | a                | Modalità   |
| -------- | ------------------- | ---------------- | ---------- |
| P        | Artur Krysiak       |                  | svincolato |
| D        | Martin Bjørnbak     | Molde            | definitivo |
| D        | Thomas Jacobsen     |                  | svincolato |
| D        | Emil Jonassen       |                  | svincolato |
| D        | Andreas van der Spa | Alta             | prestito   |
| D        | Eirik Wollen Steen  | Åsane            | definitivo |
| C        | Thomas Drage        |                  | svincolato |
| C        | José Ángel Jurado   | Sheriff Tiraspol | prestito   |
| A        | Kristian Opseth     | Erzurumspor FK   | definitivo |
| A        | Marco Tagbajumi     |                  | svincolato |

### Tra le due sessioni
| Arrivi | Arrivi      | Arrivi    | Arrivi   |
| R.     | Nome        | da        | Modalità |
| ------ | ----------- | --------- | -------- |
| C      | Felix Myhre | Vålerenga | prestito |

| Partenze | Partenze             | Partenze  | Partenze      |
| R.       | Nome                 | a         | Modalità      |
| -------- | -------------------- | --------- | ------------- |
| C        | Felix Myhre          | Vålerenga | fine prestito |
| A        | William Arne Hanssen | Mjølner   | prestito      |

### Sessione estiva(dal 01/08 al 31/08)
| Arrivi           | Arrivi            | Arrivi           | Arrivi        |
| R.               | Nome              | da               | Modalità      |
| ---------------- | ----------------- | ---------------- | ------------- |
| C                | Ole Amund Sveen   | Sogndal          | definitivo    |
| Altre operazioni |                   |                  |               |
| R.               | Nome              | da               | Modalità      |
| C                | José Ángel Jurado | Sheriff Tiraspol | fine prestito |

| Partenze | Partenze          | Partenze     | Partenze   |
| R.       | Nome              | a            | Modalità   |
| -------- | ----------------- | ------------ | ---------- |
| D        | Casper Øyvann     | Mjølner      | prestito   |
| C        | José Ángel Jurado | FC Cartagena | definitivo |
| A        | Geir André Herrem | Kalmar       | definitivo |

### Dopo la sessione estiva
| Arrivi | Arrivi | Arrivi | Arrivi   |
| R.     | Nome   | da     | Modalità |
| ------ | ------ | ------ | -------- |

| Partenze | Partenze     | Partenze | Partenze   |
| R.       | Nome         | a        | Modalità   |
| -------- | ------------ | -------- | ---------- |
| A        | Amor Layouni | Pyramids | definitivo |

## Risultati

### Eliteserien

#### Girone di andata
| Arbitro: | Hagen (Grue) |

|                           |           |  |
| Konradsen 43’ Layouni 60’ | Marcatori |  |

| Arbitro: | Hobber Nilsen (Oslo) |

|                                                                      |           |                                                                    |
| Brochmann 45’ (rig.) Solholm Johansen 48’ Sælid Sell 60’ Scriven 90’ | Marcatori | 20’ Konradsen 36’ (rig.) Leikvoll Moberg 71’, 75’ Herrem 90’ Evjen |

| Arbitro: | Smehus Kringstad (Oslo) |

|                                            |           |                                 |
| Saltnes 21’ Bergan 38’ Bjørnbak 72’ (aut.) | Marcatori | 83’ (rig.) Omoijuanfo 86’ James |

| Arbitro: | Skjerven (Kaupanger) |

|            |           |              |
| Bjørkan 5’ | Marcatori | 85’ Salvesen |

| Arbitro: | Hagenes (Flaktveit) |

|               |           |  |
| Boli 22’, 25’ | Marcatori |  |

| Arbitro: | Saggi (Drammen) |

|                                  |           |  |
| Layouni 14’, 44’, 52’ Herrem 33’ | Marcatori |  |

| Arbitro: | Kjensli (Oslo) |

|            |           |                     |
| Stølås 76’ | Marcatori | 74’ (rig.) J. Hauge |

| Arbitro: | Hobber Nilsen (Oslo) |

|            |           |                              |
| Pirinen 9’ | Marcatori | 69’ (rig.) Layouni 90’ Evjen |

| Arbitro: | Hafsås (Trondheim) |

|             |           |                      |
| Bjørkan 43’ | Marcatori | 28’ Bamba 31’ Acosta |

| Arbitro: | Hagen (Grue) |

|         |           |                        |
| Bye 79’ | Marcatori | 15’ Evjen 72’ J. Hauge |

| Arbitro: | Hagenes (Flaktveit) |

|                              |           |  |
| Evjen 64’ Glesnes 68’ (aut.) | Marcatori |  |

| Arbitro: | Hansen (Feda) |

|                                  |           |                                                     |
| Thorstvedt 37’ Sale 69’ Hove 90’ | Marcatori | 19’ Bjørkan 27’ Herrem 50’ Layouni 66’ Zinckernagel |

| Arbitro: | Kjensli (Oslo) |

|                                        |           |  |
| Evjen 30’ Saltnes 70’ Zinckernagel 84’ | Marcatori |  |

| Arbitro: | Smehus Kringstad (Oslo) |

|                                                                      |           |  |
| Dønnum 7’, 17’ Finne 25’ Vilhjálmsson 29’ (rig.) Shala 84’ Ejuke 90’ | Marcatori |  |

| Arbitro: | Skjerven (Kaupanger) |

|                                                   |           |                 |
| Layouni 24’, 67’ Herrem 83’, 86’ Zinckernagel 90’ | Marcatori | 78’ Reginiussen |

#### Girone di ritorno
| Arbitro: | Eskås (Oslo) |

|          |           |                            |
| Mawa 90’ | Marcatori | 44’, 58’ Evjen 90’ Layouni |

| Arbitro: | Døvle (Larvik) |

|                           |           |            |
| Zinckernagel 2’ Evjen 32’ | Marcatori | 51’ Tripić |

| Arbitro: | Eskås (Oslo) |

|                  |           |             |
| Zachariassen 55’ | Marcatori | 83’ Saltnes |

| Arbitro: | Hagenes (Flaktveit) |

|                                                   |           |  |
| Saltnes 10’ Evjen 55’ Dønnum 58’ (aut.) Sveen 71’ | Marcatori |  |

| Arbitro: | Hobber Nilsen (Oslo) |

|                              |           |             |
| Nordkvelle 12’, 81’ Ruud 22’ | Marcatori | 49’ Saltnes |

| Arbitro: | Moen (Haugesund) |

|                                                |           |                                              |
| Evjen 4’ Layouni 84’ (rig.) Bohinen 90’ (aut.) | Marcatori | 29’ Brynhildsen 44’ (rig.) Bohinen 90’ Kassi |

| Arbitro: | Hagen (Grue) |

|                    |           |              |
| Bakenga 28’ (rig.) | Marcatori | 90’ J. Hauge |

| Arbitro: | Eskås (Oslo) |

|                                                    |           |  |
| Zinckernagel 2’, 64’ Evjen 23’ Leikvoll Moberg 60’ | Marcatori |  |

| Lillestrøm 6 ottobre 2019, ore 18:00 24ª giornata | Lillestrøm     | 0 – 0 referto | Bodø/Glimt | Åråsen Stadion (5.305 spett.)\| Arbitro: \| Kjensli (Oslo) \| |
| Arbitro:                                          | Kjensli (Oslo) |               |            |                                                               |

| Bodø 21 ottobre 2019, ore 19:00 25ª giornata | Bodø/Glimt           | 0 – 0 referto | Mjøndalen | Aspmyra Stadion (2.782 spett.)\| Arbitro: \| Skjerven (Kaupanger) \| |
| Arbitro:                                     | Skjerven (Kaupanger) |               |           |                                                                      |

| Arbitro: | Saggi (Drammen) |

|           |           |            |
| Bamba 53’ | Marcatori | 9’ Saltnes |

| Arbitro: | Hagen (Grue) |

|                        |           |                             |
| Evjen 11’ J. Hauge 17’ | Marcatori | 19’ Velde 79’ (aut.) Bergan |

| Arbitro: | Hagen (Grue) |

|                                                |           |                       |
| Reginiussen 17’ Helland 72’ (rig.) Lundemo 90’ | Marcatori | 27’ (rig.), 33’ Hauge |

| Arbitro: | Døvle (Larvik) |

|                                       |           |  |
| Evjen 60’ Saltnes 72’ Dahl Reitan 90’ | Marcatori |  |

| Arbitro: | Eskås (Oslo) |

|                                               |           |                           |
| James 8’ Bolly 37’ Wolff Eikrem 70’ James 87’ | Marcatori | 59’ J. Hauge 90’ Boniface |

### Norgesmesterskapet
| Arbitro: | Berg |

|  |           | |
|  | Marcatori | 15’, 53’, 67’ Konaté 19’ (aut.) Reinholt Jensen 30’, 55’ (rig.) J. Hauge 40’ Sigurjónsson 83’ Tjærandsen-Skau |

| Arbitro: | Røvig Sletner |

|                                |           |             |
| Vestvatn 30’ Segtnan Thun 105’ | Marcatori | 81’ Isidoro |

## Statistiche

### Statistiche di squadra
| Competizione | Punti | In casa | In casa | In casa | In casa | In casa | In casa | In trasferta | In trasferta | In trasferta | In trasferta | In trasferta | In trasferta | Totale | Totale | Totale | Totale | Totale | Totale | DR  |
| Competizione | Punti | G       | V       | N       | P       | Gf      | Gs      | G            | V            | N            | P            | Gf           | Gs           | G      | V      | N      | P      | Gf     | Gs     | DR  |
| ------------ | ----- | ------- | ------- | ------- | ------- | ------- | ------- | ------------ | ------------ | ------------ | ------------ | ------------ | ------------ | ------ | ------ | ------ | ------ | ------ | ------ | --- |
| Eliteserien  | 54    | 15      | 10      | 4       | 1       | 39      | 12      | 15           | 5            | 5            | 5            | 25           | 32           | 30     | 15     | 9      | 6      | 64     | 44     | +20 |
| Totale       | 54    | 15      | 10      | 4       | 1       | 39      | 12      | 15           | 5            | 5            | 5            | 25           | 32           | 30     | 15     | 9      | 6      | 64     | 44     | +20 |

### Andamento in campionato
| Giornata  | 1 | 2 | 3 | 4 | 5 | 6 | 7 | 8 | 9 | 10 | 11 | 12 | 13 | 14 | 15 | 16 | 17 | 18 | 19 | 20 | 21 | 22 | 23 | 24 | 25 | 26 | 27 | 28 | 29 | 30 |
| --------- | - | - | - | - | - | - | - | - | - | -- | -- | -- | -- | -- | -- | -- | -- | -- | -- | -- | -- | -- | -- | -- | -- | -- | -- | -- | -- | -- |
| Luogo     | C | T | C | C | T | C | T | T | C | T  | C  | T  | C  | T  | C  | T  | C  | T  | C  | T  | C  | T  | C  | T  | C  | T  | C  | T  | C  | T  |
| Risultato | V | V | V | N | P | V | N | V | P | V  | V  | V  | V  | P  | V  | V  | V  | N  | V  | P  | N  | N  | V  | N  | N  | N  | N  | P  | V  | P  |
| Posizione | 1 | 3 | 2 | 2 | 3 | 2 | 3 | 3 | 3 | 3  | 3  | 2  | 2  | 2  | 2  | 2  | 1  | 2  | 1  | 2  | 2  | 2  | 2  | 2  | 2  | 2  | 2  | 2  | 2  | 2  |

Fonte:  Eliteserien 2019, su altomfotball.no, Altomfotball.
Legenda:

Luogo: C = Casa; T = Trasferta. Risultato: V = Vittoria; N = Pareggio; P = Sconfitta.

### Statistiche dei giocatori
| Giocatore          | Eliteserien | Eliteserien | Eliteserien | Eliteserien | Norgesmesterskapet | Norgesmesterskapet | Norgesmesterskapet | Norgesmesterskapet | Coppe europee | Coppe europee | Coppe europee | Coppe europee | Altre coppe | Altre coppe | Altre coppe | Altre coppe | Totale   | Totale | Totale      | Totale     |
| Giocatore          | Presenze    | Reti        | Ammonizioni | Espulsioni  | Presenze           | Reti               | Ammonizioni        | Espulsioni         | Presenze      | Reti          | Ammonizioni   | Espulsioni    | Presenze    | Reti        | Ammonizioni | Espulsioni  | Presenze | Reti   | Ammonizioni | Espulsioni |
| ------------------ | ----------- | ----------- | ----------- | ----------- | ------------------ | ------------------ | ------------------ | ------------------ | ------------- | ------------- | ------------- | ------------- | ----------- | ----------- | ----------- | ----------- | -------- | ------ | ----------- | ---------- |
| I. Amundsen        | 0           | 0           | 0           | 0           | 0                  | 0                  | 0                  | 0                  |               |               |               |               |             |             |             |             | 0        | 0      | 0           | 0          |
| P. Berg            | 24          | 0           | 4           | 0           | 0                  | 0                  | 0                  | 0                  |               |               |               |               |             |             |             |             | 24       | 0      | 4           | 0          |
| V. Bergan          | 21          | 1           | 0           | 0           | 1                  | 0                  | 0                  | 0                  |               |               |               |               |             |             |             |             | 22       | 1      | 0           | 0          |
| F. Bjørkan         | 29          | 3           | 3           | 1           | 1                  | 0                  | 0                  | 0                  |               |               |               |               |             |             |             |             | 30       | 3      | 3           | 1          |
| V. Boniface        | 8           | 1           | 1           | 0           | 0                  | 0                  | 0                  | 0                  |               |               |               |               |             |             |             |             | 8        | 1      | 1           | 0          |
| E. Dahl Reitan     | 29          | 1           | 4           | 0           | 0                  | 0                  | 0                  | 0                  |               |               |               |               |             |             |             |             | 29       | 1      | 4           | 0          |
| H. Evjen           | 29          | 13          | 2           | 0           | 0                  | 0                  | 0                  | 0                  |               |               |               |               |             |             |             |             | 29       | 13     | 2           | 0          |
| M. Fagerli Halsøy  | 0           | 0           | 0           | 0           | 0                  | 0                  | 0                  | 0                  |               |               |               |               |             |             |             |             | 0        | 0      | 0           | 0          |
| S. Hagen Jarmund   | 0           | -0          | 0           | 0           | 0                  | -0                 | 0                  | 0                  |               |               |               |               |             |             |             |             | 0        | 0      | 0           | 0          |
| N. Hajkin          | 1           | -0          | 0           | 0           | 2                  | -1                 | 0                  | 0                  |               |               |               |               |             |             |             |             | 3        | -1     | 0           | 0          |
| W. Hanssen         | 0           | 0           | 0           | 0           | 0                  | 0                  | 0                  | 0                  |               |               |               |               |             |             |             |             | 0        | 0      | 0           | 0          |
| J. Hauge           | 29          | 7           | 1           | 0           | 1                  | 2                  | 0                  | 0                  |               |               |               |               |             |             |             |             | 30       | 9      | 1           | 0          |
| R. Hauge           | 2           | 0           | 0           | 0           | 1                  | 0                  | 1                  | 0                  |               |               |               |               |             |             |             |             | 3        | 0      | 1           | 0          |
| G. Herrem          | 15          | 6           | 0           | 0           | 0                  | 0                  | 0                  | 0                  |               |               |               |               |             |             |             |             | 15       | 6      | 0           | 0          |
| E. Hoff Melkersen  | 0           | 0           | 0           | 0           | 0                  | 0                  | 0                  | 0                  |               |               |               |               |             |             |             |             | 0        | 0      | 0           | 0          |
| Isidoro            | 3           | 0           | 1           | 0           | 2                  | 1                  | 0                  | 0                  |               |               |               |               |             |             |             |             | 5        | 1      | 1           | 0          |
| A. Hussein         | 0           | 0           | 0           | 0           | 0                  | 0                  | 0                  | 0                  |               |               |               |               |             |             |             |             | 0        | 0      | 0           | 0          |
| A. Konaté          | 4           | 0           | 0           | 0           | 1                  | 3                  | 0                  | 0                  |               |               |               |               |             |             |             |             | 5        | 3      | 0           | 0          |
| M. Konradsen       | 23          | 2           | 2           | 0           | 1                  | 0                  | 0                  | 0                  |               |               |               |               |             |             |             |             | 24       | 2      | 2           | 0          |
| E. Kupen           | 8           | 0           | 1           | 0           | 2                  | 0                  | 0                  | 0                  |               |               |               |               |             |             |             |             | 10       | 0      | 1           | 0          |
| A. Layouni         | 21          | 10          | 4           | 0           | 0                  | 0                  | 0                  | 0                  |               |               |               |               |             |             |             |             | 21       | 10     | 4           | 0          |
| V. Leikvoll Moberg | 20          | 2           | 4           | 0           | 1                  | 0                  | 0                  | 0                  |               |               |               |               |             |             |             |             | 21       | 2      | 4           | 0          |
| M. Lode            | 26          | 0           | 2           | 0           | 1                  | 0                  | 0                  | 0                  |               |               |               |               |             |             |             |             | 27       | 0      | 2           | 0          |
| B. Moe             | 16          | 0           | 0           | 0           | 0                  | 0                  | 0                  | 0                  |               |               |               |               |             |             |             |             | 16       | 0      | 0           | 0          |
| F. Myhre           | 19          | 0           | 0           | 0           | 1                  | 0                  | 0                  | 0                  |               |               |               |               |             |             |             |             | 20       | 0      | 0           | 0          |
| C. Øyvann          | 0           | 0           | 0           | 0           | 1                  | 0                  | 0                  | 0                  |               |               |               |               |             |             |             |             | 1        | 0      | 0           | 0          |
| Ricardo            | 29          | -43         | 4           | 0           | 1                  | -1                 | 0                  | 0                  |               |               |               |               |             |             |             |             | 30       | -44    | 4           | 0          |
| U. Saltnes         | 30          | 7           | 1           | 0           | 1                  | 0                  | 0                  | 0                  |               |               |               |               |             |             |             |             | 31       | 7      | 1           | 0          |
| O. Sigurjónsson    | 2           | 0           | 1           | 0           | 2                  | 1                  | 0                  | 0                  |               |               |               |               |             |             |             |             | 4        | 1      | 1           | 0          |
| O. Sveen           | 10          | 1           | 2           | 1           | -                  | -                  | -                  | -                  |               |               |               |               |             |             |             |             | 10       | 1      | 2           | 1          |
| A. Tjærandsen-Skau | 0           | 0           | 0           | 0           | 1                  | 1                  | 0                  | 0                  |               |               |               |               |             |             |             |             | 1        | 1      | 0           | 0          |
| P. Zinckernagel    | 30          | 6           | 2           | 0           | 1                  | 0                  | 0                  | 0                  |               |               |               |               |             |             |             |             | 31       | 6      | 2           | 0          |